# Glover Teixeira
Glover Lucas Teixeira (ur. 28 października 1979 w Sobrálii) – brazylijski zawodnik mieszanych sztuk walki (MMA) oraz brazylijskiego jiu jitsu (czarny pas, II dan). Były członek brazylijskiej narodowej drużyny zapaśniczej. W przeszłości brał udział w organizacjach takich jak WEC, Impact FC, PFC. Od 30 października 2021 do 12 czerwca 2022 roku był drugim po Randym Couture najstarszym mistrzem UFC w wadze półciężkiej.

## Życiorys
Pochodzi z gminy wiejskiej Sobrália w stanie Minas Gerais, w Brazylii i jest z pochodzenia Portugalczykiem. W przeszłości w wielu domach w jego okolicy nie było prądu i była tylko jedna stacja benzynowa. W 1999 roku przeniósł się do Danbury w Stanach Zjednoczonych. Aby pomóc utrzymać rodzinę znalazł pracę jako architekt krajobrazu. To właśnie tam poznał swoją żonę Ingrid. Po obejrzeniu walk bokserów takich jak Mike Tyson i znanych wówczas zawodników mieszanych sztuk walki, takich jak Royce Gracie i Chuck Liddell, zdecydował, że chce podążać tą samą drogą. Po 10-12 godzinnej pracy jako architekt krajobrazu, trenował boks w klubie Hat City Boxing i brazylijskie jiu-jitsu w American Top Team Connecticut. John Hackleman, który go trenował był pod wrażeniem jego umiejętności i zaprosił go do swojego klubu w Kalifornii, gdzie rozpoczął treningi z Chuckiem Liddellem. Obecnie trenuje i instruuje w swoim własnym klubie Teixeira MMA & Fitness w Bethel, Connecticut. W listopadzie 2020 roku otrzymał amerykańskie obywatelstwo, mówiąc:

Jestem dziś tak dumny, bo oficjalnie jestem amerykańskim obywatelem. Teraz jestem bardzo dumny, że mogę reprezentować zarówno Brazylię, jak i Amerykę.

## Aktywizm i działalność społeczna
W maju 2013 r. przygotowywał zeznania i przemawiał przed członkami Komisji Bezpieczeństwa Publicznego i Ochrony Zgromadzenia Ogólnego Connecticut. Przemawiał w nadziei na zachęcenie ich do głosowania w sprawie legalizacji trenowania Mieszanych Sztuk Walki w Connecticut. Zakończył swoje zeznania stwierdzeniem:

Będąc w Connecticut od 1999 roku, mogę powiedzieć, że MMA jest tutaj bardzo popularnym sportem, tak jak na całym świecie. Jak na ironię, mogę siedzieć w moim salonie w Danbury i oglądać MMA w telewizji. Mogę to kupić na Pay-Per-View. Mogę go oglądać w restauracjach i barach w całym Connecticut. Mogę chodzić na treningi Mieszanych Sztuk Walki w całym stanie i trenować, aby konkurować w MMA. I mogę uczestniczyć w wydarzeniach na żywo w pobliżu oraz w kasynach Mohegan Sun i Foxwoods. Ale nie mogę uczestniczyć w nadzorowanym i regulowanym wydarzeniu na żywo tutaj w Connecticut. Na zakończenie dodam tylko, że bardzo chciałbym mieć możliwość uczestniczenia kiedyś w takim wydarzeniu tutaj, w moim rodzinnym stanie Connecticut.

W listopadzie 2013 roku wziął udział w gali UFC: Fight for the Troops 3. To wydarzenie było czwartym, które UFC zorganizowało we współpracy z bazą wojskową, aby wesprzeć wojsko. Pomaga ono zebrać pieniądze na organizację Intrepid Fallen Heroes Fund, która zapewnia wsparcie dla ciężko rannych wojskowych, ich rodzin, a także tych, którzy stracili życie podczas służby. Pierwsza impreza zebrała podobno 4 miliony dolarów podczas trzygodzinnej transmisji.
W lutym 2014 roku udał się do stolicy Stanów Zjednoczonych i spotkał się z senatorami Johnem McCainem i Harrym Reidem, aby wesprzeć kontynuację badań mózgu w klinice Cleveland Clinic’s Lou Ruvo Cente. To przełomowe badanie ma na celu przyjrzenie się wpływowi trenowania sportów walki na mózg zawodników. Ma działać na rzecz bezpieczeństwa sportowców oraz przynieść korzyści sportowcom z wielu innych dyscyplin. Na gali obecni byli również zawodnik UFC Jon Jones, prezes i dyrektor generalny UFC Lorenzo Fertitta, prezes SpikeTV Kevin Kay, prezes Top Rank Todd duBoef oraz bokser Bernard Hopkins.
W październiku 2014 roku angażował się w zbieranie pieniądzy na wczesne wykrywanie i zapobieganie rakowi piersi oraz badania nad nim.
W 2016 roku fundacja New American Dream Foundation nagrodziła Teixeirę tytułem Lidera Amerykańskiego Marzenia 2016.

## Klub Teixeira MMA & Fitness
W 2014 roku założył własny klub MMA „Teixeira MMA & Fitness”, który mieści się w Bethel. Oprócz MMA koncentruje się na treningach boksu, boksu tajskiego, kick-boxingu, kajukenbo i brazylijskiego jiu-jitsu. Trenowało w nim wielu znanych zawodników, takich jak Alex Pereira, Caio Magalhães czy Rafael Viana.

## Kariera MMA

### Początki kariery
W MMA zadebiutował 7 czerwca 2002 na gali WEC 3, przegrywając z Erikiem Schwartzem. Dwa lata później pokonał Matta Horwicha zostając mistrzem lokalnej organizacji Sportfight w wadze półciężkiej. W następnych latach walczył na galach WEC wygrywając m.in. z Kameruńczykiem Rameau Thierry Sokoudjou.
W latach 2008–2011 toczył pojedynki w rodzinnej Brazylii pokonując m.in. Ricco Rodrigueza oraz zdobywając tytuł Shooto Ameryki Południowej.

### UFC

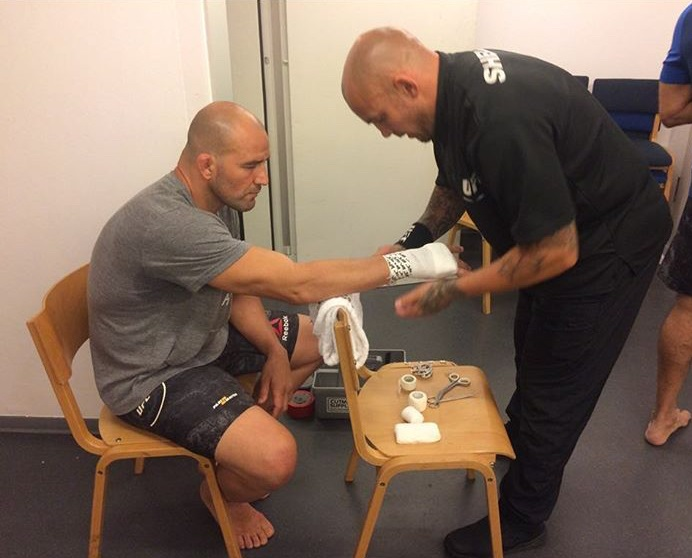
Teixeira szykujący się do wyjścia do walki w 2019

W lutym 2012 podpisał kontrakt z Ultimate Fighting Championship, a już w maju w debiucie pokonał Kyle’a Kingsbury’ego przez poddanie. W latach 2012–2013 wygrywał kolejne cztery pojedynki z rzędu m.in. z Quintonem Jacksonem po czym otrzymał szansę walki o mistrzostwo UFC wagi półciężkiej z ówczesnym mistrzem Jon Jonesem. 26 kwietnia 2014 na gali UFC 172 przegrał z Jonesem jednogłośnie na punkty. W październiku tego samego roku przegrał drugą walkę z rzędu, z Philem Davisem również na punkty.
W kolejnych latach pokonywał m.in. byłego mistrza Rashada Evansa (16 kwietnia 2016). 28 maja 2017 przegrał przez nokaut ze Szwedem Alexandrem Gustafssonem.
16 grudnia 2017 na UFC on FOX 26 pokonał reprezentującego Kanadę Łotysza pochodzenia rosyjskiego  Michaiła Cyrkunowa przez techniczny nokaut w pierwszej rundzie.
12 maja 2018 roku na UFC 224 był krótko powiązany z walką z Volkanem Oezdemirem, ale Oezdemir został wycofany z tego pojedynku na rzecz pojedynku z Maurício Rua na UFC Fight Night 134.
Oczekiwano, że zmierzy się z Ilirem Latifi 22 lipca 2018 r. podczas UFC Fight Night 134, ale 5 lipca 2018 r. ogłoszono, że Latifi został usunięty z wydarzenia ze względu na kontuzję. Latifi został zastąpiony przez Coreya Andersona. Teixeira przegrał walkę jednogłośną decyzją.
22 września 2018 roku podczas UFC Fight Night 137 miał zmierzyć się z Jimi Manuwą, jednak doznał kontuzji w sierpniu i został usunięty z walki.
19 stycznia 2019 roku na UFC on ESPN+ 1. miał zmierzyć się z Ion Cuțelabą, ale 10 stycznia 2019 r. Cuțelaba został wycofany z walki z powodu kontuzji. Po szukaniu zastępczego zawodnika, UFC ogłosiło, że Karl Roberson stanie do walki z Teixeirą. Brazylijczyk pokonał Robersona przez poddanie trójkątnym duszeniem ramieniem w pierwszej rundzie.
Podczas UFC Fight Night: Jacaré vs. Hermansson 27 kwietnia 2019 stoczył ostatecznie walkę z Cuțelabą i wygrał walkę przez poddanie w drugiej rundzie. Wygrana przyniosła mu drugą nagrodę w postaci bonusu za występ wieczoru.

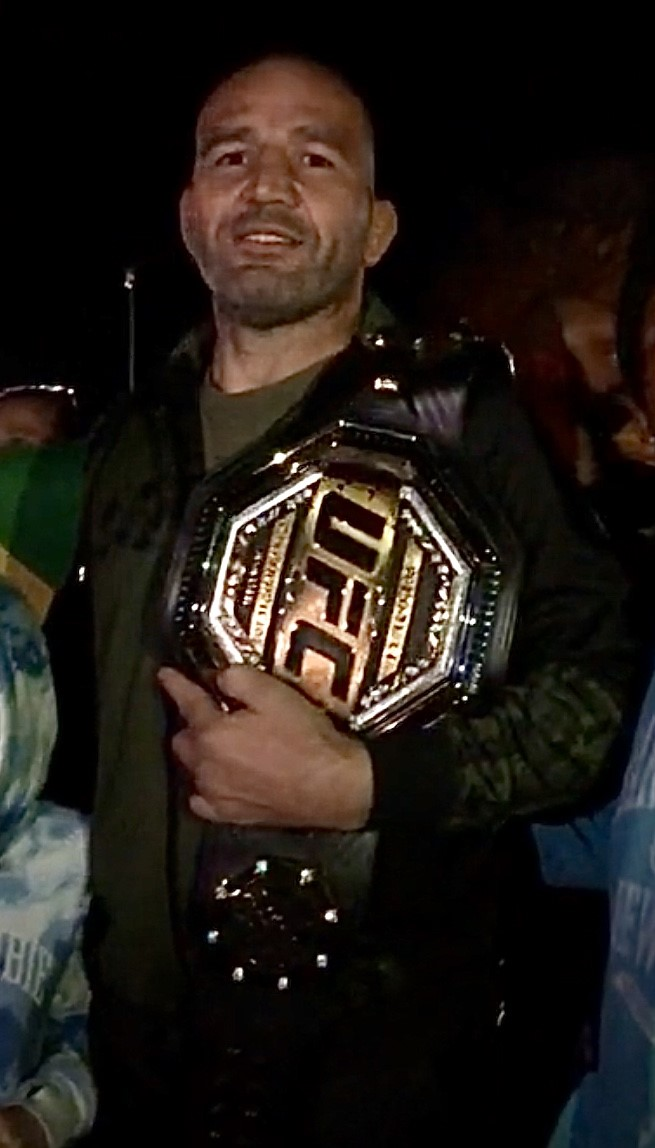
Teixeira z pasem mistrzowskim UFC

Teixeira zmierzył się z Ukraińcem, Nikitą Kryłowem 14 września 2019 roku na UFC on ESPN+ 16. Wygrał walkę po niejednogłośnej decyzji sędziowskiej.
Podczas UFC Fight Night: Smith vs. Teixeira 25 kwietnia 2020 pierwotnie miał zmierzyć się z Anthonym Smithem, jednak 9 kwietnia Dana White, prezes UFC, ogłosił, że to wydarzenie zostało przełożone na 13 maja 2020 roku. Wygrał walkę przez techniczny nokaut w rundzie piątej.
12 września 2020 r. podczas UFC Fight Night 177 miał zmierzyć się z Thiago Santosem, jednak ze względu na pozytywny wynik testu na COVID-19 na tydzień przed walką pojedynek został przełożony na 4 października 2020. Z kolei 15 września walka została ponownie odroczona, ponieważ Santos również uzyskał pozytywny wynik testu na obecność wirusa. Pojedynek z Santosem ostatecznie miał miejsce 7 listopada 2020 roku na UFC on ESPN: Santos vs. Teixeira. Wygrał walkę przez poddanie w trzeciej rundzie.
25 września 2021 roku na UFC 266 miał zmierzyć się z Janem Błachowiczem o tytuł mistrza wagi półciężkiej UFC. Walka została przełożona na 30 października 2021 roku. Podczas gali UFC 267 odebrał mistrzowski pas w wadze półciężkiej Polakowi, poddając go w drugiej rundzie duszeniem zza pleców. Zwycięstwo i zdobycie mistrzowskiego pasa przyniosło mu bonus za występ wieczoru.
Na UFC 275, które miało miejsce 12 czerwca 2022 roku stracił mistrzowski pas, przegrywając przez poddanie duszeniem z Jiřím Procházką. Dzięki fantastycznemu pokazowi umiejęności walki w parterze i niesamowitym zwrotom akcji pojedynek otrzymał bonus za najlepszą walkę wieczoru.
10 grudnia 2022 w walce wieczoru gali UFC 282 w Las Vegas miało dojść do rewanżu Teixeiry z Jiřím Procházką. Trzy tygodnie przed galą Prochazka, który miał bronić tytuł doznał poważnej kontuzji, przez co zdecydował się na honorowe zwakowanie pasa. Pojedynek wypadł z karty walk, gdyż Teixeira odrzucił propozycję innego rywala. Nową walką wieczoru i pojedynkiem mistrzowskim zostało starcie Jana Błachowicza z Magomiedem Ankalajewem.
Po remisie w pojedynku Jana Błachowicza z Magomedem Ankalajewem na gali UFC 282, który skomplikował sytuację w wadze półciężkiej, dywizja pozostała bez mistrza. Prezydent UFC – Dana White szybko znalazł rozwiązanie i ogłosił walkę Teixeiry z Jamahalem Hillemem o pas wagi półciężkiej, do której doszło 21 stycznia 2023 w Rio de Janeiro na UFC 283. Przegrał jednogłośną decyzją sędziów stosunkiem 50-44 na wszyskich kartach punktowych. Pojedynek nagrodzono bonusem za walkę wieczoru.
Po porażce ogłosił zakończenie sportowej kariery, symboliczne pozostawiając rękawice w oktagonie.

## Kariera w grapplingu
29 czerwca 2023 roku rywalizował w formule grapplingu z zawodnikiem MMA Anthonym Smithem, w Co-Main Evencie UFC Fight Pass Invitational 4. Wygrał pojedynek decyzją.

## Osiągnięcia

### Mieszane sztuki walki
- 2004–2005: mistrz Sportfight w wadze półciężkiej
- 2011–2012: mistrz Shooto Ameryki Południowej w kat. 99 kg
- 2021–2022: mistrz UFC w wadze półciężkiej[37]

### Submission fighting
- 2009: Mistrzostwa Ameryki Południowej ADCC – 1. miejsce w kat. +99 kg
- 2011: Mistrzostwa Ameryki Południowej ADCC – 2. miejsce w kat. +99 kg

## Lista zawodowych walk w MMA
| Wynik     | Bilans | Przeciwnik (bilans przed walką)   | Rozstrzygnięcie                           | Runda | Czas | Rozgrywki                                 | Data       | Miejsce        | Uwagi                                                                                             |
| --------- | ------ | --------------------------------- | ----------------------------------------- | ----- | ---- | ----------------------------------------- | ---------- | -------------- | ------------------------------------------------------------------------------------------------- |
| Przegrana | 33-9   | Jamahal Hill (11-1)               | Decyzja (jednogłośna)                     | 5     | 5:00 | UFC 283                                   | 21.01.2023 | Rio de Janeiro | Pojedynek o wakujący pas mistrzowski UFC w wadze półciężkiej. Bonus za walkę wieczoru. Main Event |
| Przegrana | 33-8   | Jiří Procházka (28-3-1)           | Poddanie (duszenie zza pleców)            | 5     | 4:32 | UFC 275                                   | 11.06.2022 | Kallang        | Stracił pas mistrzowski UFC w wadze półciężkiej. Bonus za walkę wieczoru. Main Event              |
| Wygrana   | 33-7   | Jan Błachowicz (28-8)             | Poddanie (duszenie zza pleców)            | 2     | 3:02 | UFC 267                                   | 30.10.2021 | Abu Zabi       | Zdobył pas mistrzowski UFC w wadze półciężkiej, Bonus za występ wieczoru. Main Event              |
| Wygrana   | 32-7   | Thiago Santos (21-7)              | Poddanie (duszenie zza pleców)            | 3     | 1:49 | UFC on ESPN: Santos vs. Teixeira          | 07.11.2020 | Las Vegas      | Main Event                                                                                        |
| Wygrana   | 31-7   | Anthony Smith (33-14)             | TKO (ciosy pięściami)                     | 5     | 1:04 | UFC Fight Night: Smith vs. Teixeira       | 13.05.2020 | Jacksonville   | Bonus za występ wieczoru                                                                          |
| Wygrana   | 30-7   | Nikita Kryłow (26-6)              | Decyzja (niejednogłośna)                  | 3     | 5:00 | UFC Fight Night: Cowboy vs. Gaethje       | 14.09.2019 | Vancouver      |                                                                                                   |
| Wygrana   | 29-7   | Ion Cuțelaba (14-3)               | Poddanie (duszenie zza pleców)            | 2     | 3:37 | UFC Fight Night: Jacaré vs. Hermansson    | 27.04.2019 | Sunrise        | Bonus za występ wieczoru                                                                          |
| Wygrana   | 28-7   | Karl Roberson (7-1)               | Poddanie (duszenie trójkątne rękoma)      | 1     | 3:21 | UFC Fight Night: Cejudo vs. Dillashaw     | 19.01.2019 | Brooklyn       |                                                                                                   |
| Przegrana | 27-7   | Corey Anderson (10-4)             | Decyzja (jednogłośna)                     | 3     | 5:00 | UFC Fight Night: Shogun vs. Smith         | 22.07.2018 | Hamburg        |                                                                                                   |
| Wygrana   | 27-6   | Michaił Cyrkunow (13-3)           | TKO (ciosy pięściami w parterze)          | 1     | 2:45 | UFC on Fox: Lawler vs. dos Anjos          | 16.12.2017 | Winnipeg       |                                                                                                   |
| Przegrana | 26-6   | Alexander Gustafsson (17-4)       | KO (ciosy pięściami)                      | 5     | 1:07 | UFC Fight Night: Gustafsson vs. Teixeira  | 28.05.2017 | Sztokholm      | Bonus za walkę wieczoru                                                                           |
| Wygrana   | 26-5   | Jared Cannonier (9-1)             | Decyzja (jednogłośna)                     | 3     | 5:00 | UFC 208                                   | 11.02.2017 | Brooklyn       |                                                                                                   |
| Przegrana | 25-5   | Anthony Johnson (21-5)            | KO (cios pięścią)                         | 1     | 0:13 | UFC 202                                   | 20.08.2016 | Las Vegas      |                                                                                                   |
| Wygrana   | 25-4   | Rashad Evans (19-4-1)             | KO (ciosy pięściami)                      | 1     | 1:48 | UFC on Fox: Teixeira vs. Evans            | 16.04.2016 | Tampa          | Bonus za występ wieczoru                                                                          |
| Wygrana   | 24-4   | Patrick Cummins (8-2)             | TKO (ciosy pięściami)                     | 2     | 1:12 | UFC Fight Night: Belfort vs. Henderson 3  | 07.11.2015 | São Paulo      |                                                                                                   |
| Wygrana   | 23-4   | Ovince Saint Preux (18-6)         | Techniczne poddanie (duszenie zza pleców) | 3     | 3:10 | UFC Fight Night: Teixeira vs. Saint Preux | 08.08.2015 | Nashville      | Bonus za walkę wieczoru                                                                           |
| Przegrana | 22-4   | Phil Davis (12-2)                 | Decyzja (jednogłośna)                     | 3     | 5:00 | UFC 179                                   | 25.10.2014 | Rio de Janeiro |                                                                                                   |
| Przegrana | 22-3   | Jon Jones (19-1)                  | Decyzja (jednogłośna)                     | 5     | 5:00 | UFC 172                                   | 26.04.2014 | Baltimore      | Pojedynek o wakujący pas mistrzowski UFC w wadze półciężkiej                                      |
| Wygrana   | 22-2   | Ryan Bader (15-3)                 | TKO (ciosy pięściami)                     | 1     | 2:55 | UFC Fight Night: Teixeira vs. Bader       | 04.09.2013 | Belo Horizonte | Bonus za nokaut wieczoru                                                                          |
| Wygrana   | 21-2   | James Te Huna (16-5)              | Poddanie (duszenie gilotynowe)            | 1     | 2:38 | UFC 160                                   | 25.05.2013 | Las Vegas      | Bonus za poddanie wieczoru                                                                        |
| Wygrana   | 20-2   | Quinton Jackson (31-10)           | Decyzja (jednogłośna)                     | 3     | 5:00 | UFC on Fox: Johnson vs. Dodson            | 26.01.2013 | Chicago        |                                                                                                   |
| Wygrana   | 19-2   | Fábio Maldonado (18-5)            | TKO (przerwanie przez lekarza)            | 2     | 5:00 | UFC 153                                   | 13.10.2012 | Rio de Janeiro |                                                                                                   |
| Wygrana   | 18-2   | Kyle Kingsbury (11-3)             | Poddanie (duszenie trójkątne rękoma)      | 1     | 1:53 | UFC 146                                   | 26.05.2012 | Las Vegas      | Debiut w UFC                                                                                      |
| Wygrana   | 17-2   | Ricco Rodriguez (47-13)           | TKO (poddanie po ciosach)                 | 1     | 1:58 | MMA Against Dengue                        | 27.11.2011 | Rio de Janeiro |                                                                                                   |
| Wygrana   | 16-2   | Marvin Eastman (17-13-1)          | KO (cios pięścią)                         | 1     | 4:00 | Shooto Brasil: Fight for BOPE             | 25.08.2011 | Rio de Janeiro |                                                                                                   |
| Wygrana   | 15-2   | Antonio Mendes (18-9)             | Poddanie (duszenie zza pleców)            | 1     | 4:06 | Shooto Brazil 24                          | 05.08.2011 | Brasília       | Wygrał mistrzostwa południowej Ameryki w Shooto                                                   |
| Wygrana   | 14-2   | Márcio Cruz (7-2)                 | TKO (ciosy pięściami)                     | 2     | 4:21 | Fight Club 1: Brazilian Stars             | 20.07.2011 | Rio de Janeiro |                                                                                                   |
| Wygrana   | 13-2   | Simão Melo da Silva (10-6)        | KO (ciosy pięściami)                      | 1     | 1:49 | Shooto Brazil 23                          | 04.06.2011 | Rio de Janeiro |                                                                                                   |
| Wygrana   | 12-2   | Daniel Tabera (16-4-3)            | Decyzja (jednogłośna)                     | 3     | 5:00 | Bitetti Combat 8: 100 anos do Corinthians | 04.12.2010 | São Paulo      |                                                                                                   |
| Wygrana   | 11-2   | Marko Peselj (1-1)                | TKO (ciosy pięściami)                     | 1     | 3:01 | Impact FC 2                               | 18.07.2010 | Sydney         |                                                                                                   |
| Wygrana   | 10-2   | Tiago Monaco Tosato (17-9)        | TKO (ciosy pięściami)                     | 1     | 1:27 | Bitetti Combat MMA 7                      | 28.05.2010 | Rio de Janeiro |                                                                                                   |
| Wygrana   | 9-2    | Joaquim Ferreira (8-3)            | TKO (przerwanie przez narożnik)           | 2     | 1:30 | Bitetti Combat MMA 6                      | 25.02.2010 | Brasília       |                                                                                                   |
| Wygrana   | 8-2    | Leonardo Nascimento Lucio (8-5-1) | Techniczne poddanie (duszenie gilotynowe) | 1     | 3:11 | Bitetti Combat MMA 4                      | 12.09.2009 | Rio de Janeiro |                                                                                                   |
| Wygrana   | 7-2    | Buckley Acosta (5-4)              | TKO (ciosy pięściami)                     | 1     | 1:00 | PFC 7: Palace Fighting Championship 7     | 20.02.2008 | Lemoore        |                                                                                                   |
| Wygrana   | 6-2    | Jorge Oliveira (2-1-1)            | KO (ciosy pięściami)                      | 1     | 0:05 | PFC 6: No Retreat, No Surrender           | 17.01.2008 | Lemoore        |                                                                                                   |
| Wygrana   | 5-2    | Rameau Thierry Sokoudjou (2-0)    | KO (ciosy pięściami)                      | 1     | 1:41 | WEC 24                                    | 12.10.2006 | Lemoore        |                                                                                                   |
| Wygrana   | 4-2    | Jack Morrison (0-0)               | Poddanie (duszenie zza pleców)            | 1     | 1:27 | WEC 22                                    | 28.07.2006 | Lemoore        |                                                                                                   |
| Wygrana   | 3-2    | Carlton Jones (1-1)               | TKO (ciosy pięściami)                     | 1     | 1:57 | WEC 20                                    | 02.05.2006 | Lemoore        |                                                                                                   |
| Przegrana | 2-2    | Ed Herman (7-3)                   | Decyzja (jednogłośna)                     | 3     | 5:00 | SF 9: Respect                             | 26.03.2005 | Gresham        |                                                                                                   |
| Wygrana   | 2-1    | Justin Ellison (4-4)              | TKO (ciosy pięściami)                     | 1     | ?    | SF 5: Stadium                             | 28.08.2004 | Gresham        |                                                                                                   |
| Wygrana   | 1-1    | Matt Horwich (4-0-1)              | Decyzja (jednogłośna)                     | 3     | 5:00 | SF 3: Dome                                | 17.04.2004 | Gresham        |                                                                                                   |
| Przegrana | 0-1    | Eric Schwartz (1-0)               | TKO (ciosy pięściami i łokcie)            | 2     | 3:33 | WEC 3                                     | 07.06.2002 | Lemoore        | Debiut w MMA                                                                                      |